# Julia Gutiérrez Caba
Julia Gutiérrez Caba (Madrid, 20 ottobre 1928) è un'attrice spagnola, vincitrice del Premio Goya per la migliore attrice non protagonista nell'edizione del 2001.

## Biografia
Julia Gutiérrez Caba nacque a Madrid in una delle più prolifiche dinastie di attori spagnoli: i suoi genitori erano, infatti, Emilio Gutiérrez Esteban e Irene Caba Alba, mentre i suoi fratelli Irene Gutiérrez Caba ed Emilio Gutiérrez Caba. Una sua zia materna, Julia Caba Alba, fu anch'essa una nota interprete di teatro, cinema e televisione. A sua volta, Julia Gutiérrez Caba è prozia dell'attrice Irene Escolar. 
Debuttò a teatro nel 1951 e si affermò come attrice negli anni seguenti. Nel 1970 fondò la propria compagnia teatrale assieme al marito.
Il suo esordio al cinema risale invece al 1961, con il film A las cinco de la tarde. Per vent'anni, dal 1977 al 1997, non prese parte a nessuna produzione cinematografica. L'anno seguente, nel 1998, fu protagonista del film El color de las nubes, che le valse una candidatura al Premio Goya per la migliore attrice protagonista.
Nel 2001 fu premiata con il Premio Goya per la migliore attrice non protagonista per la sua interpretazione nella pellicola You're the One - Una Historia de Entonces. Nella stessa cerimonia, suo fratello Emilio venne premiato come miglior attore non protagonista
In televisione, nel 1972 fu protagonista della serie Buenas noches, señores, in cui interpretava un personaggio diverso in ogni puntata e per la quale ottenne il TP de Oro. Come avvenuto per il cinema, si allontanò per molti anni anche dalla tv. Vi rientrò con il ruolo della nonna Carmen nella popolare serie Los Serrano, in cui recitò per 150 episodi. Dal 2011 fu inoltre tra i protagonisti di Águila Roja.
Nel 2012 ricevette due importanti riconoscimenti alla carriera: il Premio CEC e il Premio Max. Insieme al fratello, venne onorata con il Premio Feroz alla carriera nel 2020.

## Vita privata
Nel 1964 sposò l'attore e regista Manuel Collado Álvarez, anch'egli figlio d'arte, con il quale ebbe un matrimonio lungo 45 anni.

## Filmografia

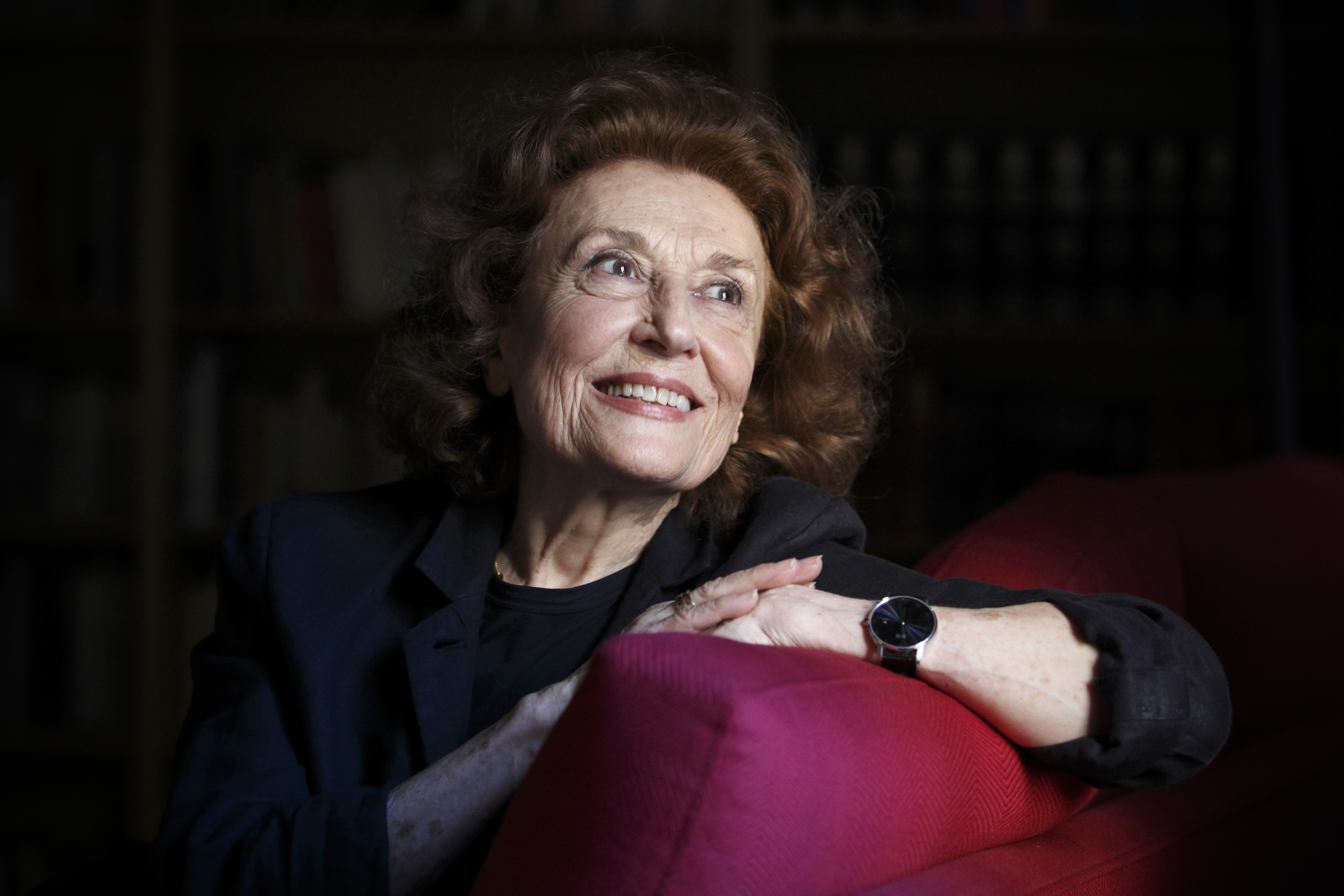
Julia Gutiérrez Caba

### Cinema
- A las cinco de la tarde, regia di Juan Antonio Bardem (1961)
- 091 Policía al habla, regia di José María Forqué (1961)
- Usted puede ser un asesino, regia di José María Forqué (1961)
- Macumba Story, regia di Luis María Delgado (1962)
- Accidente 703, regia di José María Forqué (1962)
- Diciotto con il nonno (La gran familia), regia di Fernando Palacios (1962)
- Nunca pasa nada, regia di Juan Antonio Bardem (1963)
- Tiempo de amor, regia di Julio Diamante (1964)
- La frontera de Dios, regia di César Fernández Ardavín (1965)
- Currito de la Cruz, regia di Rafael Gil (1965)
- La familia y... uno más, regia di Fernando Palacios (1965)
- Las últimas horas..., regia di Santos Alcocer (1966)
- Nuevo en esta plaza, regia di Pedro Lazaga (1966)
- Operación Plus Ultra, regia di Pedro Lazaga (1966)
- Las viudas, regia di Julio Coll, Pedro Lazaga e José María Forqué (1966)
- Los guardiamarinas, regia di Pedro Lazaga (1967)
- Un millón en la basura, regia di José María Forqué (1967)
- Las amigas, regia di Pedro Lazaga (1969)
- Los desafíos, regia di José Luis Egea, Víctor Erice e Claudio Guerín (1969)
- Fortunata y Jacinta, regia di Mario Camus (1970)
- Esperienze prematrimoniali (Experiencia prematrimonial), regia di Pedro Masó (1972)
- Tu lo condanneresti? (Proceso a Jesús), regia di José Luis Sáenz de Heredia (1973)
- Un hombre como los demás, regia di Pedro Masó (1974)
- En la cresta de la ola, regia di Pedro Lazaga (1975)
- Fulanita y sus menganos, regia di Pedro Lazaga (1976)
- Cazar un gato negro, regia di Rafael Romero Marchent (1977)
- Los claros motivos del deseo, regia di Miguel Picazo (1977)
- Doña Perfecta, regia di César Fernández Ardavín (1977)
- La herida luminosa, regia di José Luis Garci (1997)
- El color de las nubes, regia di Mario Camus (1997)
- You're the One - Una Historia de Entonces, regia di José Luis Garci (2000)
- Foto de familia, regia di José R. Cárdenas (2002) - cortometraggio
- Con gli occhi dell'assassino (Los ojos de Julia), regia di Guillem Morales (2010)

### Televisione
- Día a día - serie TV, 3 episodi (1963)
- Rosi y los demás - serie TV, 1 episodio (1963)
- Novela - serie TV, 2 episodi (1963-1965)
- Primera fila - serie TV, 10 episodi (1963-1965)
- Confidencias - serie TV, 13 episodi (1963-1965)
- Fernández, punto y coma - serie TV, 1 episodio (1964)
- La otra cara del espejo - serie TV, 1 episodio (1964)
- La pequeña comedia - serie TV, 2 episodi (1966)
- Habitación 508 - serie TV, 1 episodio (1966)
- Tiempo y hora - serie TV, 6 episodi (1965-1967)
- Las 12 caras de Juan - serie TV, 1 episodio (1967)
- Fábulas - serie TV, 1 episodio (1968)
- Bajo el mismo techo - serie TV (1970)
- Buenas noches, señores - serie TV, 9 episodi (1972)
- Mujeres insólitas - serie TV, 1 episodio (1977)
- Estudio 1 - serie TV, 4 episodi (1966-1979)
- La gallina ciega - film TV (1985)
- Los Serrano - serie TV, 150 episodi (2003-2008)
- Águila Roja - serie TV, 14 episodi (2011-2013)
- Web Therapy - serie TV, 5 episodi (2016)
- Estoy vivo - serie TV, 19 episodi (2017-2021)

## Riconoscimenti
- Premio Goya

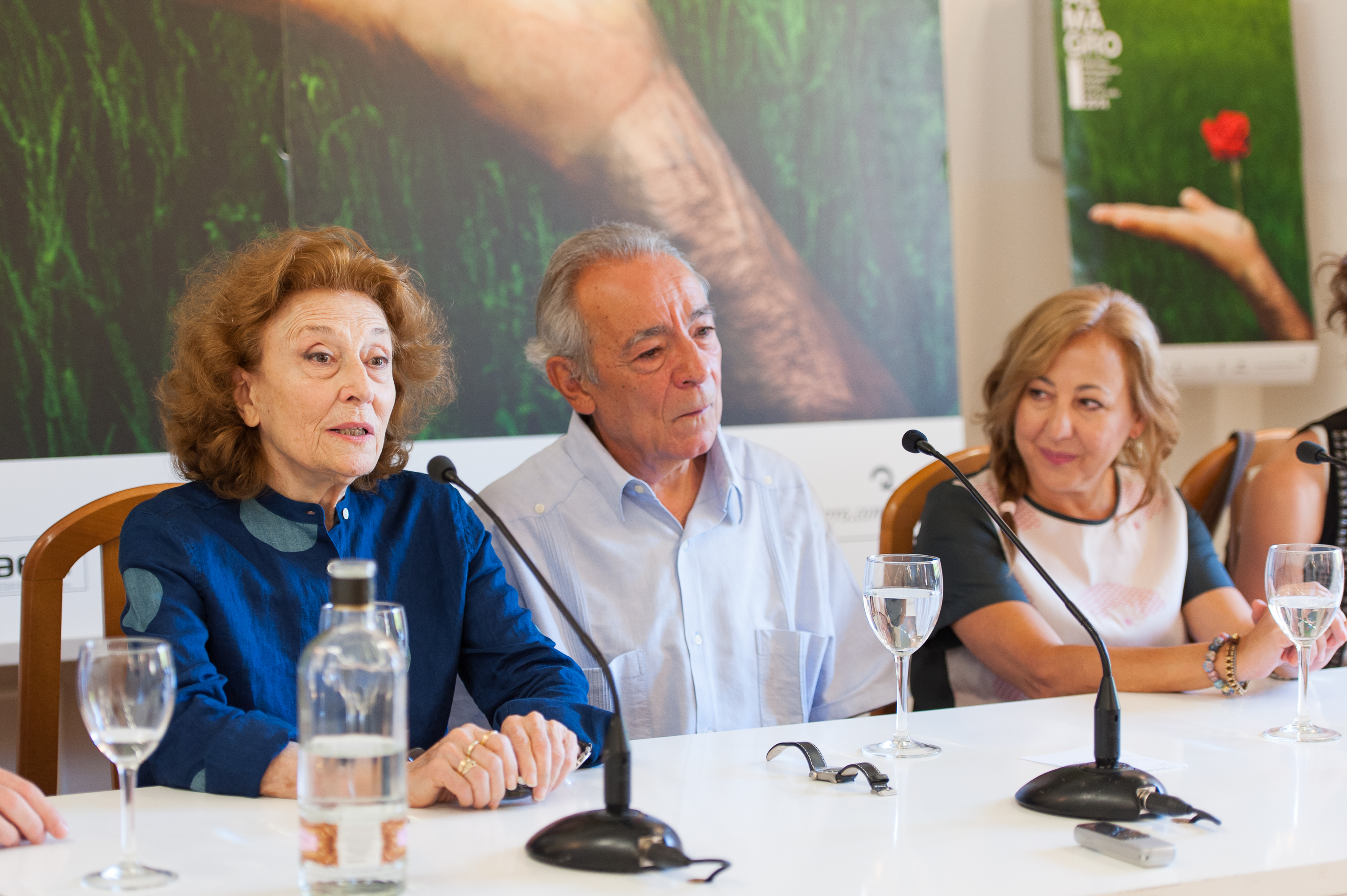
Julia Gutiérrez Caba nel 2014

  - 1998 - Candidatura alla migliore attrice protagonista per El color de las nubes
  - 2001 - Migliore attrice non protagonista per You're the One - Una Historia de Entonces

- Medallas del Círculo de Escritores Cinematográficos
  - 1964 – Migliore attrice per Nunca pasa nada
  - 2001 – Migliore attrice secondaria per You're the One - Una Historia de Entonces
  - 2012 – Premio alla carriera

- Fotogrammi d'argento
  - 1966 – Miglior interprete cinematografico spagnolo per Nunca pasa nada
  - 2002 – Candidatura come miglior attrice teatrale per Madame Raquin
  - 2008 – Premio alla carriera

- Premi Sant Jordi
  - 1962 – Miglior attrice spagnola per A las cinco de la tarde
  - 1966 – Miglior attrice in un film spagnolo per Nunca pasa nada

- Festival di Malaga
  - 2019 – Biznaga d'argento Ciudad del Paraíso

- TP de Oro
  - 1973 - Miglior attrice nazionale per Buenas noches, señores

- Antena de Oro
  - 1973 – Televisione

- Zapping Awards
  - 2004 – Candidatura alla miglior attrice per Los Serrano

- Premio Feroz
  - 2020 – Premio alla carriera